# B-39 (U-Boot)

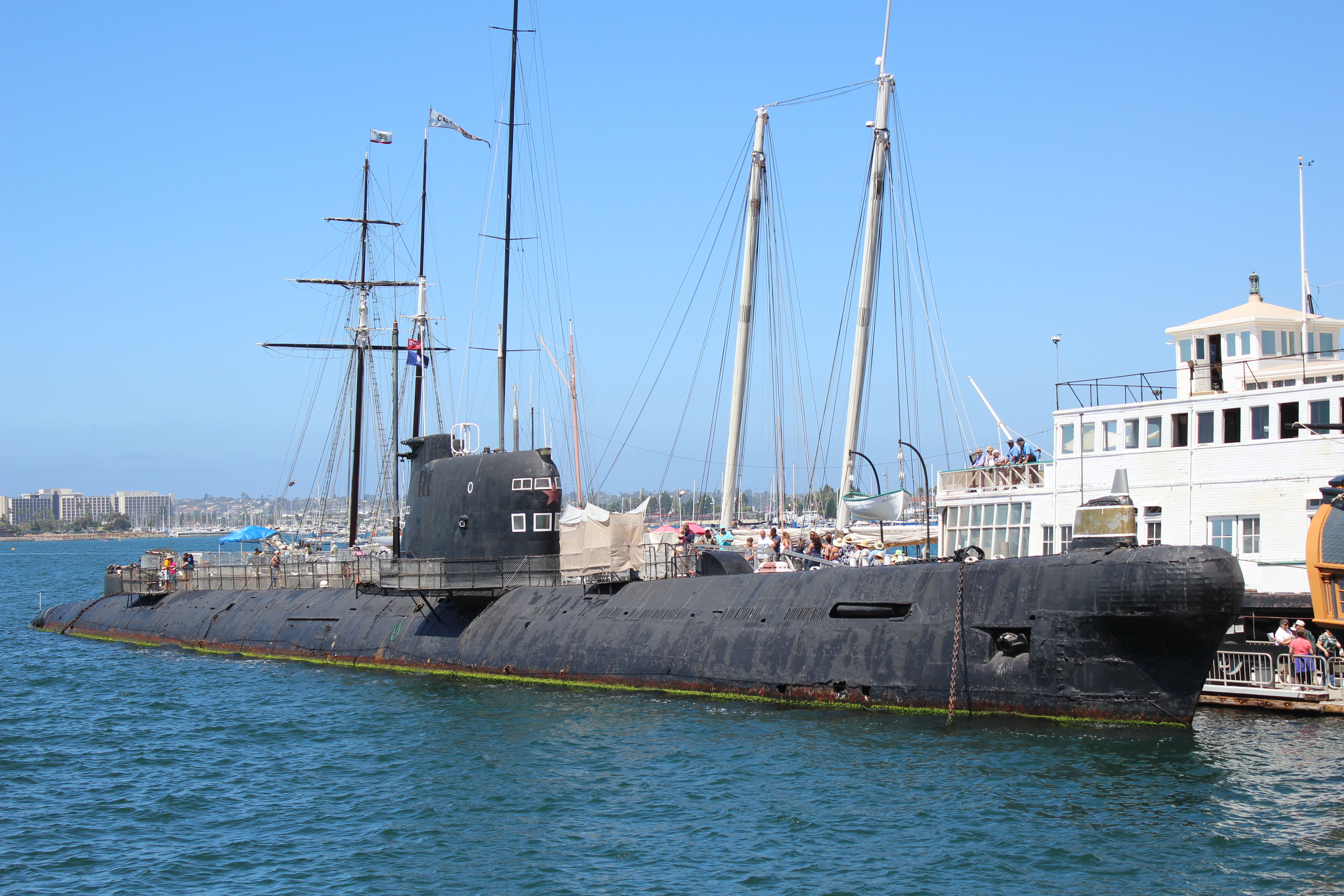
B-39 als Museumsschiff, 2014

B-39 (russisch: Б-39) ist ein U-Boot der Foxtrot-Klasse. Das U-Boot wurde 1967 von der sowjetischen Marine in Dienst gestellt, 1992 durch die russische Marine übernommen und 1994 außer Dienst gestellt. Nach mehrmaligem Verkauf ist die B-39 seit 2005 ein Museumsschiff im Maritime Museum of San Diego in San Diego in den USA.